# Európai Védelmi Ügynökség
Az Európai Védelmi Ügynökség (European Defence Agency – EDA) az Európai Unió ügynöksége. Az Európai Unió Tanácsa hozta létre 2004. július 12-én azzal a szándékkal, hogy javítsa az Európai Unió védelmi kapacitásait krízismegoldás terén és fenntartson egy egységes európai biztonság- és védelempolitikát. Székhelye Brüsszel.

## Az EDA célja
Az EDA fő célkitűzése az Európai Unió védelmi képességeinek fejlesztése a válságkezelés területén, az európai fegyverkezési együttműködés támogatása, az európai védelem technológiai és ipari alapjainak erősítése, versenyképes európai védelmieszköz-piac létrehozása, valamint olyan kutatások támogatása, amelyek a jövőbeli védelmi és biztonsági képességeket javíthatják stratégiai és technológiai téren. Ezeken felül kiemelt fontosságú az ügynökség számára, hogy a transzatlanti együttműködést is mélyítse.

## Jelenlegi tagállamok
Jelenleg 27 állam, Dánia kivételével az Európai Unió minden tagállama tagja az Európai Védelmi Ügynökségnek. Ezen felül az EDA együttműködik néhány harmadik országgal is: Norvégiával, Szerbiával, Svájccal és Ukrajnával.

## Felépítés
Az ügynökséget 2019. december 1-jétől Josep Borrell, az Európai Unió külügyi és biztonságpolitikai főképviselője és a Bizottság alelnöke vezeti. Az igazgató 2020 májusa óta Jiří Šedivý.
Az ügynökség 3 operatív igazgatóságra oszlik. Az Együttműködés-tervezés és -támogatás igazgatósága az Európa-szintű együttműködésért felel, főleg a védelmi kapacitások terén. A Képességfejlesztés, fegyverkezés és hadi technológiák igazgatósága az európai védelmi rendszer fejlesztéséért felelős, ezen felül terveket készít és ajánlásokat tesz együttműködési lehetőségekre, figyelembe véve a tagállamok szükségleteit. Az Európai szintű szinergiák és innováció igazgatósága a védelem terén folytatott kutatásokat felügyeli az Európai Unió szintjén, koordinálja és megtervezi az összehangolt kutatásokat a tagállamok között.
Az ügynökség munkáját jelenleg mintegy 170 dolgozó segíti.

## Az EDA működése
Az EDA együttműködési projekteken keresztül segíti a tagállamok munkáját az általuk közösen meghatározott prioritási területeken. Az ügynökség munkájában meghatározó a rugalmasság-szakértelem-költséghatékonyság hármas.
Rugalmasság: A tagállamoknak lehetőségük van egyeztetni stratégiai prioritásaikat, operatív követelményeiket és érdekeiket, ha kettő vagy több tagállam konkrét projekttel áll elő.
Szakértelem: Az EDA-n belül szakértői csoportokban folyik a munka, szorosan együttműködve a tagállamokkal, illetve uniós és multinacionális szervezetekkel.
Költséghatékonyság: Az EDA általános költségvetésből gazdálkodik, de rendelkezésére állnak egyéb források is, főleg projektekhez és programokhoz kapcsolódó és egyéb bevételek.
Az EDA az európai honvédelmi minisztériumoknak nyújt segítséget a kapacitásbeli és képzések terén mutatkozó hiányosságok kezelésében.

## Költségvetés
Az EDA költségvetése az általános kereten túl az ad hoc projektek és programok költségvetési keretéből és egyéb keretekből tevődik össze.
Az ügynökség 2018-as költségvetési kerete 32,5 millió euró volt, ezt 2017. november 28-án fogadták el. Ez az összeg 2018. október 19-én 32,9 millió euróra módosult.

## Partnerek
A minél hatékonyabb működés érdekében az EDA együttműködik az Európai Unió más ügynökségeivel és intézményeivel.

### Európai Űrügynökség (European Space Agency – ESA)
Az EDA és az ESA között 2011. június 20-án született meg az együttműködésről szóló megállapodás. A két ügynökség olyan közös területeken dolgozik együtt, mint a Föld megfigyelése, műholdas kommunikáció, kibervédelem, valamint űrtechnológia.

### Közös Fegyverkezési Együttműködési Szervezet (Organisation for Joint Armament Cooperation – OCCAR)
A két szervezet 2012. július 27-én kezdte meg együttműködését, amelynek keretében a felek közös információmegosztásban állapodtak meg a projektek és programok terén.

### Európai Repülésbiztonsági Ügynökség (European Aviation Safety Agency – EASA)
Az ügynökségek között 2013. június 18-án életbe lépő megállapodás keretében a felek célkitűzése a polgári és katonai légi szabályok és a biztonsági követelmények harmonizálása európai szinten.